# Margaret Lindsay Williams
Margaret Lindsay Williams (Cardiff, 18. lipnja 1888. – London, 4. lipnja 1960.) bila je velška slikarica.

## Životopis
Margaret Lindsay Williams je rođena u Cardifu i tamo je dobila njezine početne satove umjetnosti. Royal Academy of Arts prihvatila ju je kao studenticu 1906. godine, a tijekom sljedećih pet godina osvojila je brojne nagrade za svoj rad. Nakon što je završila školovanje, John Singer Sargent savjetovao joj je da posjeti Europu i tako je otišla na turneju kroz Francusku, Italiju i Nizozemsku.
Započela je svoju profesionalnu karijeru radeći razne vrste slika, ali nakon nekog vremena odlučila se usredotočiti na portretiranje. Postala je toliko uspješna da su među njezinim klijentima bili poznati glumci, političari i članovi kraljevskih obitelji. Slika mlade Elizabete II, koju je dovršila 1952. godine, sada se nalazi u gradskoj vijećnici u Manchesteru. Iako je većinu svog odraslog života imala sjedište u Londonu, ostala je povezana s Walesom i tako je nakon smrti 1960. godine odvedena na pokop u velški grad Barry.